# 임혁
임혁(林赫/任爀/林爀/任赫, 본명: 임정혁(任政爀/林政爀), 1949년 5월 31일 ~ )은 대한민국의 배우, 가수이다.
1969년 연극배우로 첫 데뷔하였고 1976년 KBS 한국방송공사 공채 3기 탤런트로 정식 데뷔하였다. 태권도와 합기도에 특기가 있는 그는 주로 사극 드라마에서 주요 관직에 있는 책사, 장군들을 연기했다.

## 수상
- 1981년 KBS 연기대상 TV문학관 '등신불' 만적선사 역 최우수연기상, 특별상
- 1983년 KBS 연기대상 대하드라마 '개국' 공민왕 역 특별상
- 2007년 KBS 연기대상 대하드라마 '대조영' 대중상장군 역 남자 조연상
- 2007년 문화관광부주최 방송부문 제15회 한국최고인기연예대상 방송텔런트상
- 2007년 제10회 명인대상 연기부문 명인대상 수상
- 2010년 한국을 빛낸 자랑스런 한국인상 방송예술부문 자랑스런 한국인 수상
- 2017년 올스타상 대상 제2회 대한민국 예능인 올스타상 대상 수상
- 2022년 제 5회 아시아 리더 대상 방송연예 최우수 대상 수상
- 2024년 대한불교조계종 불자대상